# Avortement au Tchad
L'avortement au Tchad est interdit par la loi jusqu'en décembre 2016, date à laquelle l'Assemblée nationale du Tchad adopte une mise à jour du code pénal dépénalisant l'avortement dans des circonstances limitées. L'article 358 de ce code stipule que l'avortement est autorisé en cas d'agression sexuelle, de viol, d'inceste ou lorsque la grossesse met en danger la santé mentale ou physique ou la vie de la mère ou du fœtus. Le 8 mai 2017, le nouveau code pénal a été promulgué par le président Idriss Deby. Il est devenu loi le 1er août 2017.